# جاش وایت
جاش وایت (انگلیسی: Josh White؛ ‏ ۱۱ فوریهٔ ۱۹۱۴ – ۵ سپتامبر ۱۹۶۹) خواننده، بازیگر، ترانه‌سرا اهل ایالات متحده آمریکا بود. نام او در سال ۲۰۲۳ در تالار مشاهیر بلوز ثبت شد.
از فیلم‌ها یا برنامه‌های تلویزیونی که وی در آن نقش داشته است، می‌توان به رؤیاهایی که با پول می‌توان خرید اشاره کرد.